# Episodi di Jurassic World - Teoria del caos (seconda stagione)
La seconda stagione della serie animata Jurassic World - Teoria del caos, composta da 10 episodi, è stata interamente pubblicata sul servizio di streaming on demand Netflix il 17 ottobre 2024.
| nº | Titolo originale        | Titolo italiano                         | Pubblicazione   |
| -- | ----------------------- | --------------------------------------- | --------------- |
| 1  | Batten Down the Hatches | Prepararsi al peggio                    | 17 ottobre 2024 |
| 2  | The Marooned Five       | I cinque naufraghi                      | 17 ottobre 2024 |
| 3  | C13v3rGr186             | C13V3RGR186                             | 17 ottobre 2024 |
| 4  | The Adjustment          | L'adattamento                           | 17 ottobre 2024 |
| 5  | Troubled Waters         | Acque pericolose                        | 17 ottobre 2024 |
| 6  | Up the River            | Lungo il fiume                          | 17 ottobre 2024 |
| 7  | All Night Long          | Tutta la notte                          | 17 ottobre 2024 |
| 8  | Lab Partners: Part 1    | Compagni di laboratorio (prima parte)   | 17 ottobre 2024 |
| 9  | Lab Partners: Part 2    | Compagni di laboratorio (seconda parte) | 17 ottobre 2024 |
| 10 | Reunion                 | Ricongiungimento                        | 17 ottobre 2024 |

## Prepararsi al peggio
- Titolo originale: Batten Down the Hatches
- Diretto da: Robert Briggs
- Scritto da: Nick "Rocket" Rodriguez

### Trama
I Sei di Nublar rimangono nascosti in una cabina improvvisata sulla nave cargo dopo aver trascorso più di una settimana in mare. Kenji si comporta in modo distante dagli altri e si intrufola sul ponte. Apprende da un notiziario che il coinvolgimento di Cabrera nel contrabbando di dinosauri ha portato allo scioglimento del DPW e sente che Lang, il capitano della nave, sta andando incontro a una tempesta nonostante abbia solo un equipaggio ridotto. L'equipaggio scopre presto i Sei di Nublar ma Lang consente loro di aiutare. Yaz e Kenji trovano la valigetta contenente l'uovo di Bumpy ma un fulmine colpisce la nave innescando un incendio in cui Kenji si precipita per recuperare la valigetta. Diversi contenitori vengono aperti dalla tempesta, liberando un Majungasaurus che ne ha cannibalizzato un altro. Inizia a perseguitare Darius e Lang finché il protagonista non usa se stesso come esca per condurlo in un contenitore. La valigetta viene buttata in mare e Kenji ci salta dietro incautamente. Lang consente ai Sei di Nublar di prendere una scialuppa di salvataggio per recuperare Kenji e la valigetta. La mattina seguente, Ben usa il telefono di Brooklynn per guardare un video sul forum Dark Jurassic del gruppo di vigilanti conosciuto come LDS e nota Brooklynn sullo sfondo prima che il telefono si scarichi.

## I cinque naufraghi
- Titolo originale: The Marooned Five
- Diretto da: Dan Forgione
- Scritto da: Travis Gunn

### Trama
Sulla terraferma, la piccola Zayna Mballo e sua madre Aminata lavorano nella fattoria di famiglia finché la ragazzina non se ne va per dare da mangiare al suo animale domestico Gallimimus Geba. I Sei di Nublar raggiungono la terraferma e lasciano la scialuppa di salvataggio solo per scoprire che i dinosauri si trovano in Africa, nonostante in precedenza fossero stati trovati solo in Nord America. Mentre Ben si dirige verso la fattoria per cercare di ottenere un segnale sul telefono di Brooklynn, Darius e Kenji nascondono la cassa di uova e conducono una mandria di Stegosauri lontano dalla fattoria Mballo mentre Yaz e Sammy salutano Aminata e scoprono che si trovano in Senegal. La dolce Zayna incontra Darius e Kenji che insieme tornano alla fattoria per trovare un Suchomimus che era stato tenuto lontano dagli Stegosauri finché i due ragazzi non li avevano spostati. I Sei di Nublar lavorano insieme per distrarre il Suchomimus, con Kenji che si mette incautamente in pericolo per farlo. Zayna e sua madre Aminata recuperano gli Stegosauri e li riportano alla fattoria per scacciare il Suchomimus. Dopo essere salito su un albero per ricevere finalmente un segnale, Ben verifica l'identità di Brooklynn nel video LDS, ma nasconde questa informazione agli altri quando torna alla fattoria. Il nome del gallimimus "Geba" non è casuale: prende il nome dal fiume geba, un fiume dell'Africa dell'est che passa lungo il Senegal, quindi probabilmente lo avranno chiamato così perché trovato lungo il fiume.

## C13V3RGR186
- Titolo originale: C13v3rGr186
- Diretto da: Michael Mullen
- Scritto da: Peter Lee

### Trama
In una serie di flashback, Brooklynn lavora con l'utente Dark Jurassic "C13V3RGR186" per indagare sull'operazione di contrabbando di dinosauri. Incontra Daniel Kon nella sua casa di cura ma scopre che non è coinvolto, anche se esprime interesse nel lavorare insieme. L'assenza di Brooklynn dalla vita di Kenji porta alla loro rottura e quella notte riceve la borsa di soldi da Daniel. Va in California per stare con Darius e riceve un punto di consegna DPW da C13V3RGR186 e chiede a Darius di incontrarla lì. Darius confessa accidentalmente i suoi sentimenti per lei, ma lei lo rifiuta. Quella notte, Brooklynn aspetta al punto di consegna e apprende da C13V3RGR186 che il loro account è stato hackerato. L'Allosauro cieco insegue Brooklynn, che si imbatte nell'Addestratrice di Atrociraptor e perde il braccio inferiore sinistro a causa dell'Atrociraptor Ghost. Dopo essere stata salvata da Ronnie, Brooklynn si risveglia più tardi a casa sua e scopre che l'utente C13V3RGR186 è Ronnie. Brooklynn fa credere al mondo che è morta mentre si riprende e scopre che Darius ha lasciato il DPW per il dolore. Brooklynn progetta di rivelare la sua sopravvivenza ai suoi amici e alla sua famiglia, ma cambia idea dopo essersi nascosta da Jensen quando lui irrompe nella casa di Ronnie. Ronnie torna più tardi a casa per scoprire che Brooklynn se n'è andata.

## L'adattamento
- Titolo originale: The Adjustment
- Diretto da: Robert Briggs
- Scritto da: Sara Karimipour

### Trama
Qualche tempo dopo aver lasciato la California, Brooklynn aiuta la LDS sotto lo pseudonimo di "Sydney" e lavora insieme al suo leader Earnest per razziare le fattorie dei dinosauri. Rimane in contatto con Ronnie e scoprono che le fattorie sono frequentate dallo stesso aereo proveniente da Dubai. Durante un altro raid, Earnest viene scoperto da alcuni lavoratori e cerca di liberarsene, ma la ragazza interviene e salva i lavoratori, consentendo loro di scappare. Brooklynn convince Earnest che dovrebbero continuare il lavoro della DLN all'estero, a Dubai, ma dopo che lui organizza una barca per loro, lei invece taglia i contatti con lui e se ne va da sola. In Senegal, i Sei di Nublar si preparano a lasciare la fattoria di Mballo e risalire il fiume per scoprire da dove provengono i dinosauri. Aminata cerca di convincere sua figlia Zayna a unirsi a loro poiché non lascia mai la fattoria, il che le consentirà di visitare suo padre. Mentre Ben raccoglie provviste dalla scialuppa di salvataggio abbandonata, scopre un localizzatore nascosto. Mentre raccolgono la frutta per il loro viaggio, Yaz assiste alla bracconata di Geba e Kenji viene messo KO mentre la cassa di uova viene rubata. Con una nuova determinazione a salvare Geba, la dolce Zayna accetta volontariamente di unirsi ai Sei di Nublar nel loro viaggio.

## Acque pericolose
- Titolo originale: Troubled Waters
- Diretto da: Dan Forgione
- Scritto da: Nick "Rocket" Rodriguez

### Trama
I Sei di Nublar e Zayna iniziano il loro viaggio lungo il fiume in due barche separate, ma Ben rimane distratto mentre monitora il forum Dark Jurassic dopo aver inviato un messaggio all'utente "3sth3r St0ne" che crede sia Brooklynn. Si imbattono in una mandria di Brachiosauri che si spaventano rapidamente e Kenji si mette incautamente in pericolo per recuperare una pistola lanciarazzi per allontanare i dinosauri. Darius e Yaz discutono delle azioni impulsive di Kenji e del suo rifiuto di affrontare le recenti perdite di Brooklynn e di suo padre. A Dubai, Brooklynn monitora una persona che crede sia il Broker e contempla l'idea di rispondere a Ben. Si intrufola nell'appartamento del suo bersaglio e viene rapidamente affrontata dalla sua occupante, Soyona Santos, che chiede a Brooklynn di rimanere così che possa dipingere il suo ritratto. Soyona evoca il feroce Atrociraptor Red per tormentare Brooklynn prima di rivelare la sua conoscenza dell'identità di Brooklynn e il suo subdolo piano per affrontare i Sei di Nublar per aver interrotto le sue operazioni. Rendendosi conto che Soyona è davvero il Broker, Brooklynn si ribella e scappa per un pelo da Red usando un ascensore. Chiama Ben e lo avverte di non dire a nessuno che è viva e di stare lontano dal Broker prima di cancellare il suo account Dark Jurassic in modo che non possa essere contattata.

## Lungo il fiume
- Titolo originale: Up the River
- Diretto da: Michael Mullen
- Scritto da: Annie Arjarasumpun

### Trama
I Sei di Nublar e Zayna continuano il loro viaggio ma vengono inseguiti da un ippopotamo che si infuria e li attacca. Kenji si mette in pericolo per scacciare l'ippopotamo, ma Yaz lo ferma e l'ippopotamo ingoia il telefono di Brooklynn e danneggia entrambe le barche. Zayna li porta in un ristorante sul fiume frequentato da suo padre Ousmane Mballo solo per trovarlo vuoto. Dopo aver chiamato suo padre, lui menziona che un dinosauro carnivoro si trova nella zona. Ben si comporta in modo paranoico sul fatto di aver bisogno del telefono di Brooklynn mentre Sammy aiuta Zayna con la sua sicurezza ma trova il cadavere di uno dei membri dell'equipaggio di Lang prima che un Suchomimus li attacchi. Darius e Kenji si separano dagli altri e l'ippopotamo ritorna e carica Yaz. Il Suchomimus e l'ippopotamo si attaccano presto a vicenda permettendo ai due ragazzi di fuggire, anche se Kenji si sloga una spalla e inconsapevolmente lasciano indietro Yaz che viene messo a terra privo di sensi. A Dubai, Brooklynn distrugge le prove della sua indagine e blocca i contatti con Ronnie per proteggerla. Poi irrompe di nuovo nell'appartamento di Soyona per affrontarla direttamente e le propone di lavorare insieme. Sebbene titubante nel credere alla sincerità di Brooklynn, Soyona chiede a Brooklynn di dimostrare il suo valore unendosi a lei in Senegal.

## Tutta la notte
- Titolo originale: All Night Long
- Diretto da: Robert Briggs
- Scritto da: Travis Gunn

### Trama
Yaz si sveglia al ristorante sul fiume e trova il Suchomimus che banchetta con l'ippopotamo. Dopo che il dinosauro si è addormentato, si intrufola intorno a lui per recuperare una torcia prima di arrampicarsi su un albero. Dopo aver acceso la torcia, spaventa uno stormo di Dimorphodon, svegliando il Suchomimus che inizia a darle la caccia. Yaz cerca di scappare con una nuova barca, ma il dinosauro la distrugge prima che la ragazza scappi dall'altra parte del fiume dove vede il Majungasaurus della nave cargo uccidere un leone prima che questo la insegua. Più a valle, la povera Sammy diventa così disperata nel tentativo di trovare Yaz e si scaglia furiosamente contro Zayna che pretende che rimangano in acqua dove è più sicuro. Lo stormo di Dimorphodon attacca le barche, finché un branco di leoni ne uccide uno e Sammy si scusa con Zayna. Trovano presto Yaz ma sia il Majungasaurus che il Suchomimus arrivano e combattono tra loro, dando ai Sei di Nublar e a Zayna il tempo di scappare sulle barche mentre il Majungasaurus uccide l'altro dinosauro. Trovano presto detriti dalla nave cargo e iniziano a seguirla. A Dubai, Brooklynn cerca di chiamare Ben e di avvertirlo dell'imminente arrivo di Soyona prima di partire con lei.

## Compagni di laboratorio (prima parte)
- Titolo originale: Lab Partners: Part 1
- Diretto da: Dan Forgione
- Scritto da: Sara Karimipour

### Trama
I Nublar Six e Zayna lasciano il fiume e trovano un allevamento di polli abbandonato. Scoprono una coppia di Monolofosauri incatenati e Kenji li attacca inutilmente finché Yaz non lo ferma. I dinosauri si liberano presto, separando Kenji e Ben dagli altri. Entrambi i gruppi scappano dai Monolofosauri e trovano ingressi separati per una struttura sotterranea segreta. Il gruppo di Darius trova diverse incubatrici per dinosauri e si rende conto che anche Soyona sta clonando gli altri dinosauri. Vengono presto interrotti da Lang che corre verso di loro con l'Atrociraptor Red all'inseguimento che lo uccide mentre il gruppo di Darius si arrampica in un'arena per nascondersi. Un Baryonyx leucistico privo di occhi, ma con un senso dell'udito e olfatto iperacuto entra nell'arena prima che venga calato anche un contenitore contenente Geba. Yaz, Sammy e Zayna entrano, ma quando il contenitore viene sollevato, Darius ricade. Nel frattempo, Kenji e Ben si ritrovano su lati separati di una sala di osservazione. Brooklynn entra dalla parte di Ben e lo rimprovera per essere stato nella struttura prima di andarsene con la cassa di uova. Kenji assiste allo scambio dall'altra parte di uno specchio unidirezionale e si arrabbia quando realizza che Ben in cui sapeva che la ragazza è viva.

## Compagni di laboratorio (seconda parte)
- Titolo originale: Lab Partners: Part 2
- Diretto da: Michael Mullen
- Scritto da: Peter Lee

### Trama
Ambientato in una prospettiva diversa, Brooklynn e Soyona arrivano in Senegal e guidano fino all'allevamento di polli abbandonato. Trovano Lang fuori, che racconta di come ha perso la sua squadra mentre trasportava i dinosauri alla struttura. Incontrano presto il dottor Sarr, che descrive nei dettagli la clonazione di nuovi dinosauri da quelli contrabbandati dal Nord America, mentre Brooklynn scatta foto segrete come prova. Per il suo fallimento di non aver affrontato i Sei di Nublar, la spietata trafficante di dinosauri ordina all'Atrociraptor Red di uccidere Lang. Brooklynn si intrufola e trova la stanza di sicurezza dove cala il contenitore di Geba nell'arena prima di sollevarlo di nuovo, salvando i suoi amici. Quindi si riunisce a Soyona, consentendo inavvertitamente a Darius, Yaz e Sammy di scoprire della sua sopravvivenza. Soyona considera le applicazioni militari del leucistico Baryonyx prima che Sarr ammetta di aver dato in pasto il personale della struttura al dinosauro per affinare le sue abilità. Sarr tenta di spingere Soyona nell'arena, ma Brooklynn la salva, facendo cadere Sarr e scappare dalla sua stessa creazione. Brooklynn si guadagna la fiducia di Soyona e recupera la valigia di uova, ma informa Ben del suo piano di esporre l'intera operazione. Quando Brooklynn torna da Soyona, osserva che la struttura verrà distrutta per coprire le sue tracce, uccidendo tutto ciò che è ancora dentro.

## Ricongiungimento
- Titolo originale: Reunion
- Diretto da: Robert Briggs
- Scritto da: Bethany Armstrong Johnson

### Trama
Dopo aver scoperto che Brooklynn è ancora viva, l'arrogante Kenji si scaglia furiosamente contro Ben per aver nascosto la verità, mentre il resto dei Sei di Nublar accettano anche la sopravvivenza della ragazza. Brooklynn e Soyona vengono affrontati da Sarr che controlla il leucistico Baryonyx schioccando le dita. Soyona ordina all'Atrociraptor Red di uccidere Sarr, ma Red comunica con il Baryonyx imitando lo schiocco, rivoltandolo contro Sarr, e insieme lo uccidono. Dopo aver raggiunto la stanza di sicurezza, Soyona scopre che il gruppo dei ragazzi è all'interno della struttura e spegne la corrente. Il Baryonyx usa l'ecolocalizzazione per trovare e inseguire i Sei di Nublar prima di metterli all'angolo. Soyona richiama Red e Brooklynn attiva un allarme, consentendo ai suoi amici di scappare. Brooklynn e Soyona si allontanano dalla struttura e la fanno esplodere, uccidendo il Baryonyx e tutto ciò che è ancora al suo interno. Kenji e Ben li inseguono, mentre il padre di Zayna, Ousmane, vede l'esplosione e raccoglie il resto del gruppo. Darius e i suoi amici salutano la dolcissima Zayna mentre Soyona informa Brooklynn di aver stretto un accordo con la malvagia organizzazione genetica Biosyn genectis. I Sei di Nublar raggiungono Brooklynn e le chiedono di restare, ma la ragazza si rifiuta freddamente e dà loro l'uovo di Bumpy prima di salire sull'aereo di Soyona e andarsene con lei.